# SPR-2电子战系统
SPR-2電子戰系統（俄语：СПР-2）是苏联开发的一种干扰弹药无线电引信的电子战系统，GRAU代码为1Л29，也称为水星-B，或者水银-B。最初以BTR-70装甲车为底盘开发，后来又改进为BTR-80。1985年开始在布良斯克机电厂生产，1991年停产。

## 历史
电子战站/无线电引信干扰站 (SPR)。由“Gradient”科学研究所于20世纪80年代开发，首席设计师V.G. Lopatin。布良斯克机电厂开始批量生产直至1991年。

## 技术能力和特点

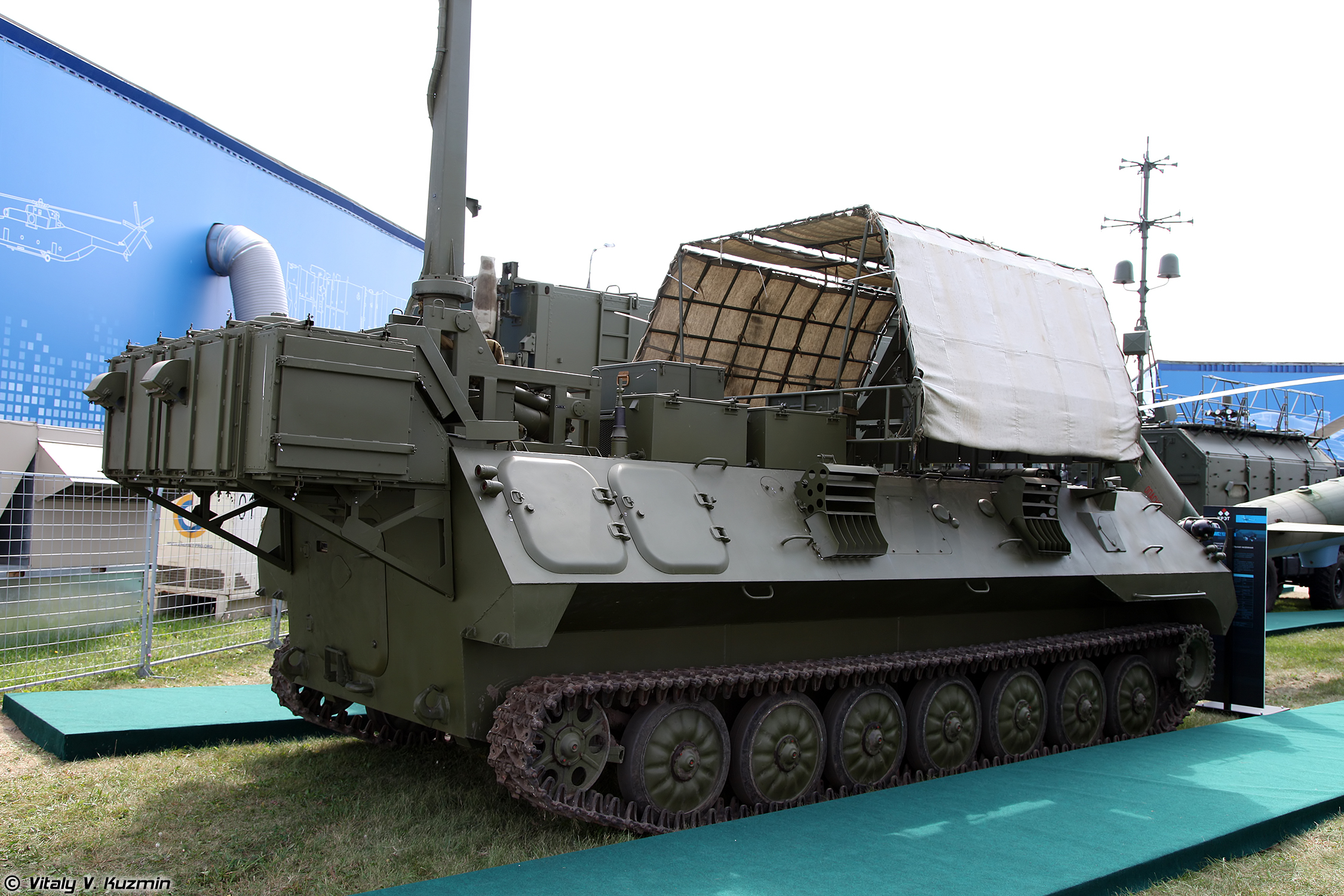
1L29 SPR-2M电子战系统

1L29是一种无线电电子战车，旨在通过影响无线电引信的工作模式，减少炮弹的破片对友军和装甲车辆的影响。SPR-2 通过无线电欺骗能够在安全高度引爆炮弹，或将无线电引信的工作模式切换为接触模式。

## 衍生型

### 水星-BM系统
该系统具有对抗VHF和微波传输的能力，并且基于MT-LB底盘。
底盘顶部有一个带有各种用途天线的升降桅杆。它铰接在船尾，在收起位置时放置在屋顶上。为了避免损坏，天线上覆盖有前升降盖和遮阳篷。其他设备和操作室在装甲底盘内。
电子设备的工作频率范围为95至420 MHz，电子对抗潜力为250 W。电子覆盖面积可达50公顷，压制飞行弹丸的概率为0.8。所有设备的操作仅由一名操作员使用自动化控制完成。该电子战系统不仅可以压制敌方信号，还可以进行被动侦察。

## 使用国
- 苏联
- 俄罗斯